# Indolizine
L'indolizine est un composé aromatique hétérocyclique bicylique isomère de l'indole. Il est le noyau structurel d'un certain nombre d'alcaloïdes, comme la swainsonine.